# 秋奈と大地葉の、ユニゾン×ラボラトリー♪
『秋奈と大地葉の、ユニゾン×ラボラトリー♪』（あきなとたいちのゆにぞんらぼらとりー）は、2021年9月30日より2023年8月24日まで、ニコニコ生放送で配信されていたインターネットラジオ番組。

## 番組概要
仲良し声優の秋奈と大地葉が、一緒に楽曲を作ったり、お互いやったことないことにチャレンジしたりする番組。

## 配信時間
- 毎月：不定期[3]

## パーソナリティ
- 秋奈
- 大地葉

## コーナー
ふつおた
秋奈、大地葉への質問などを募集している。
勝手に決めよう、聖地巡礼！ 
研究員(リスナー)が勝手にユニラボの聖地を決めていくコーナー。
今月のオタ活報告
研究員(リスナー)からのオタ活報告を紹介するコーナー。

## エピソード
- 第4回　カラオケ回が行われた[4]。
- 第10回　カラオケ回が行われた[5]。
- 第15回　音声のみ・生ラジオ配信が行われた[6]。

## イベント
- 『秋奈と大地葉の、ユニゾン×ラボラトリー♪』オリジナル楽曲お披露目イベント（2023年12月17日、六本木BIRDLAND）[7]

## 番組内容
前半パート：無料配信
後半パート：有料配信
| 2021年                | 2021年             |            |
| 放送回数（放送日）    | 内容               | 備考       |
| --------------------- | ------------------ | ---------- |
| 第1回（9月30日21時）  | 初回放送           | 初回配信   |
| 第2回（10月15日21時） | 番組へのお便り募集 |            |
| 第3回（11月30日21時） | 番組へのお便り募集 |            |
| 第4回（12月27日21時） | カラオケ回         | カラオケ回 |

| 2022年                 | 2022年 |             |
| 放送回数（放送日）     | 内容 | 備考        |
| ---------------------- | --- | ----------- |
| 第5回（1月29日18時）   | （いつもより少し早く18時開始）                                                                                     |             |
| 第6回（3月6日17時）    | 【メールテーマ】 ・思い出の冬の味覚                                                                                |             |
| 第7回（3月26日18時）   | 【メールテーマ】 ・2021年度買ってよかったもの ・今後の企画・メールテーマも募集                                     |             |
| 第8回（4月18日18時）   | 二人でオリジナル曲制作                                                                                             |             |
| 第9回（5月28日19時）   | 【メールテーマ】 ・GW！長いお休みがあったらチャレンジしたい事 ・新コーナー「今月のオタ活報告」                     |             |
| 第10回（7月18日18時）  | カラオケ回 | カラオケ回  |
| 第11回（8月21日18時）  | お便り紹介回 |             |
| 第12回（9月15日20時）  | 【メールテーマ】 ・勝手に決めよう！聖地巡礼 ・今月のオタ活報告 ・キャストへの質問 ・キャストへの愛 ・ふつおた etc. |             |
| 第13回（11月17日19時） | 【メールテーマ】 ・お祝いメッセージ ・番組の思い出 ・オタ活報告                                                    | 1周年記念回 |

| 2023年                | 2023年 |                        |
| 放送回数（放送日）    | 内容 | 備考                   |
| --------------------- | --- | ---------------------- |
| 第14回（2月14日20時） | 【メールテーマ】 ・勝手に決めよう、聖地巡礼！ ・今月のオタ活報告 ・ふつおた etc.                            |                        |
| 第15回（3月25日17時） | 【メールテーマ】 ・卒業シーズンの思い出                                                                     | ラジオ放送             |
| 第16回（4月30日19時） | 【メールテーマ】 ・春に聴きたくなる曲 ・エイプリルフールについた嘘                                          |                        |
| 第17回（5月28日17時） | 【メールテーマ】 ・GWなにした？ ・五月病撃退方法！                                                          | ラジオ放送             |
| 第18回（6月10日18時） | 【メールテーマ】 ・2023年半年で思い出に残った事 ・QOL爆上げ！朝の支度の裏技                                 |                        |
| 第19回（8月1日0時）   | 【メールテーマ】 ・カラオケで一番最初に歌いたい曲は？                                                       | ラジオ配信（収録放送） |
| 第20回（8月24日18時） | 【メールテーマ】 ・ユニラボの思い出・感想 ・勝手に決めよう！聖地巡礼 ・今月のオタ活報告 ・ふつおた ・その他 | 最終回                 |